# Amtsbezirk Pregarten
Der Amtsbezirk Pregarten war eine Verwaltungseinheit im Mühlviertel in Oberösterreich.
Der Amtsbezirk war der Kreisbehörde für den Mühlkreis, die sich in Linz befand, unterstellt und besorgte deren Amtsgeschäfte vor Ort. Die Zuständigkeit erstreckte sich neben Pregarten auf die damaligen Gemeinden Aich, Brawinkl, Erdmannsdorf, Gutau, Hagenberg, Hinterberg, Hundsdorf, Lanzendorf, Mistelberg, Selker, Tragwein, Untergaisbach, Unterweitersdorf, Wartberg und Zell. Damit umfasste er damals eine Stadt, 4 Märkte und 76 Dörfer.